# Ctenognophos aexaria
Ctenognophos aexaria là một loài bướm đêm trong họ Geometridae.